# Andri Struzina
Andri Struzina, född 26 maj 1997, är en schweizisk roddare.

## Karriär
I augusti 2022 vid EM i München tog Struzina brons i lättvikts-singelsculler. I maj 2023 vid EM i Bled tog han återigen brons i lättvikts-singelsculler. I september 2023 vid VM i Belgrad tog han sitt första VM-guld i lättvikts-singelsculler.